# Agustín Parlá Orduña
Agustín Parlá Orduña (Cayo Hueso ,10 de octubre de 1877-La Habana, 31 de julio de 1946), fue un aviador de origen cubano, incluido en la organización Pioneros de la aviación.  

## Biografía
Después de haber obtenido la licencia de piloto en la Escuela de aviación Curtiss de Miami el 20 de abril de 1912, ese mismo año se convierte en el primer piloto graduado en Cuba en realizar un vuelo. El 19 de mayo de 1913 voló en un hidroavión sin brújula, desde Cayo Hueso hasta las proximidades de la bahía de Mariel donde amerizó aparatosamente, en un trayecto de 90 millas en el que empleó 2 horas y 40 minutos.
Dos días antes el también piloto cubano Domingo Rosillo del Toro había realizado el vuelo Cayo Hueso-La Habana en dos horas y 30 minutos, lo que le permitió establecer un nuevo récord mundial de distancia, superando al francés Louis Blériot, que había atravesado el Canal de la Mancha en 1908. Rosillo y Parlá debían haber realizado el recorrido el mismo día de manera simultánea, ya que competían por un premio organizado por el Ayuntamiento de La Habana para atravesar el estrecho de Florida, pero este último no pudo partir.
El 24 de septiembre de 1916 en Búfalo (Nueva York), voló sobre las Cataratas del Niágara y venció en un concurso internacional.
El 20 de mayo de 1919 Parlá inaugura junto a Johnny Green el primer vuelo comercial de Cuba. Días después, el 29 de mayo, efectúa el primer vuelo comercial a Estados Unidos con el "Sunshine", primer avión propiedad del Estado cubano.  
El 7 de mayo de 1920 realiza el primer vuelo nocturno sobre la ciudad de La Habana.
El 19 de mayo de 1938 el ayuntamiento de Mariel inauguraba un monumento dedicado a Agustín Parlá -con la presencia del aviador-, conmemorando los 25.º años de su hazaña. El 4 de julio de 1957 se inauguró un busto dedicado a Parlá en el Aeropuerto Internacional de Cayo Hueso.
Falleció el 31 de julio de 1946, a la edad de 58 años. Sus restos descansan en el panteón de los Cubanos Emigrados en la Necrópolis de Cristóbal Colón de La Habana.